# 雪まくり

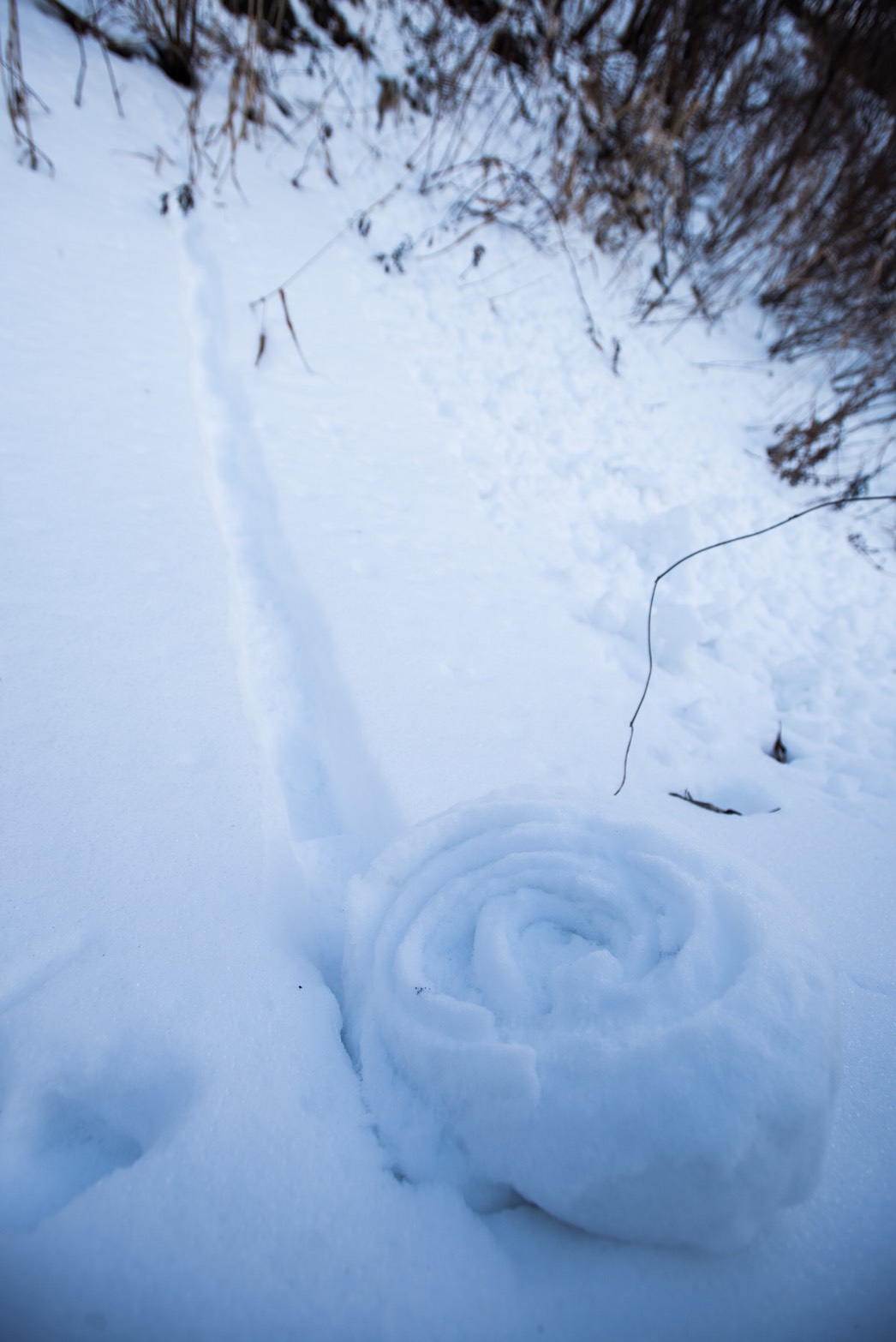
雪まくり-北海道小樽市

雪まくり（ゆきまくり、英: snow roller）とは、風により、地面に積もった雪がシート状にまくりあげられ、絨毯を巻いたような形状が作られる現象。いわば、自然が作る雪だるまである。稀に生じる気象現象である。人が作る雪だるまとは違い、円筒形であり、中心は空洞であることが多い。直径60cmほどまで大きくなるものもある。
雪まくりが形成されるためには複数の条件が必要である。
- 雪が地面に貼付かないように、氷の層があること。
- その氷の層が湿っていないこと。
- 風は、雪の層を巻き上げる程度に強く、かつ吹き飛ばさない程度に弱いこと。あるいは、木、段差、坂など、雪が重みで転がりやすい地形があること。

最後の条件からわかるように、雪まくりは丘陵地帯に比較的多くみられる現象であり、そうした地域でも全ての条件が都合よく満たされることはまれである。一方で、平野部でも形成されることがあるほか、市街地でもビル風によって形成される例がある。

## ギャラリー

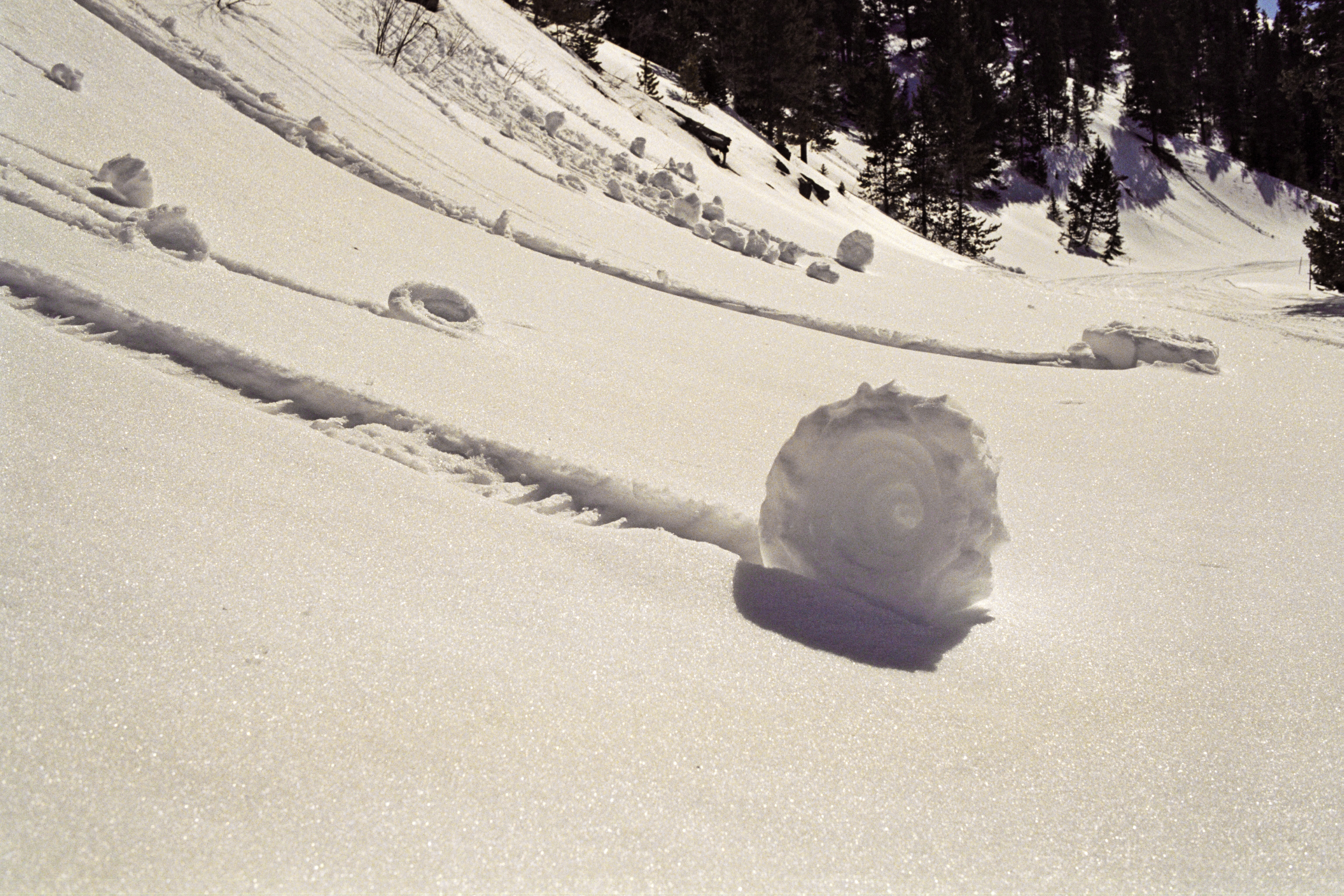
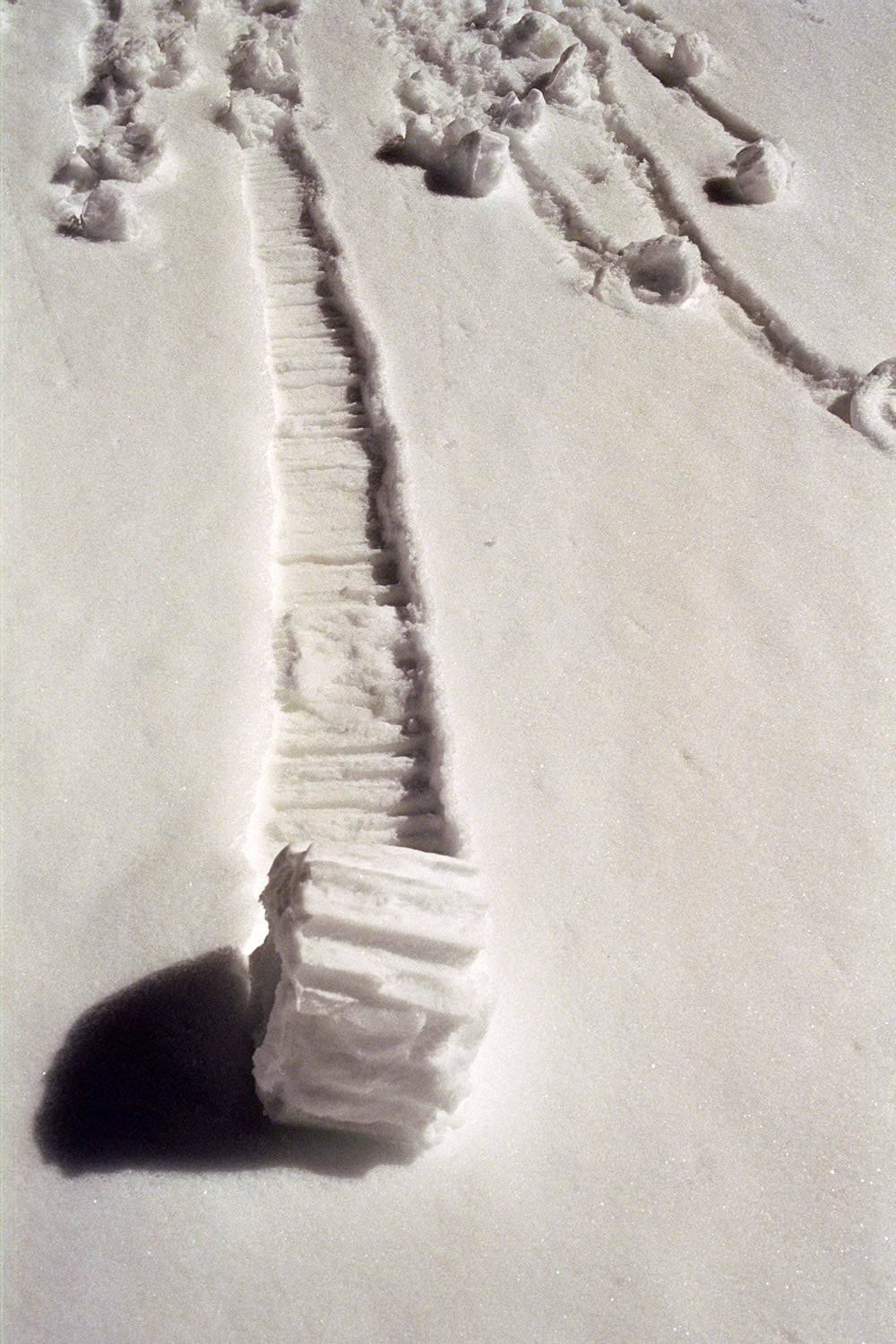
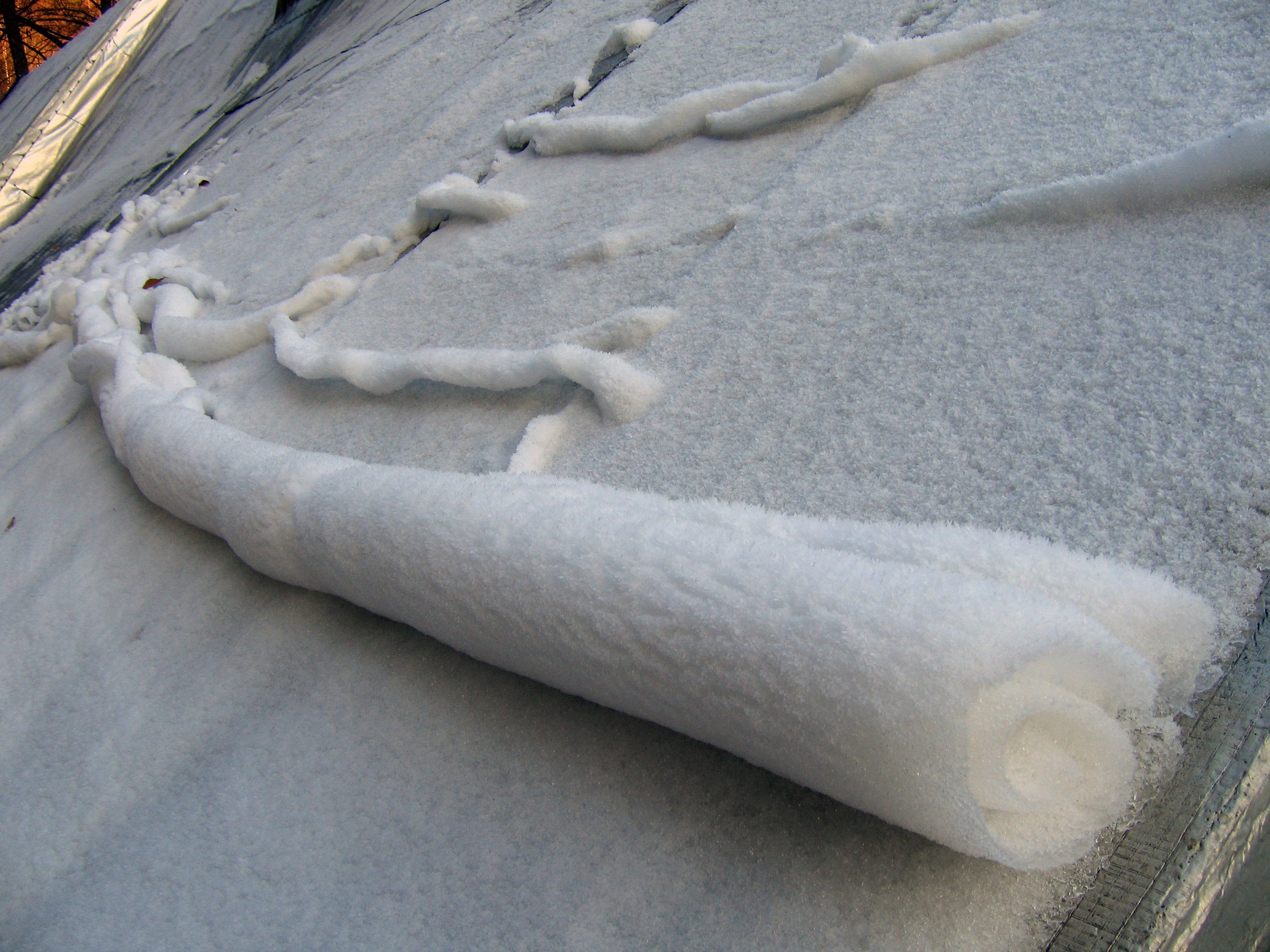
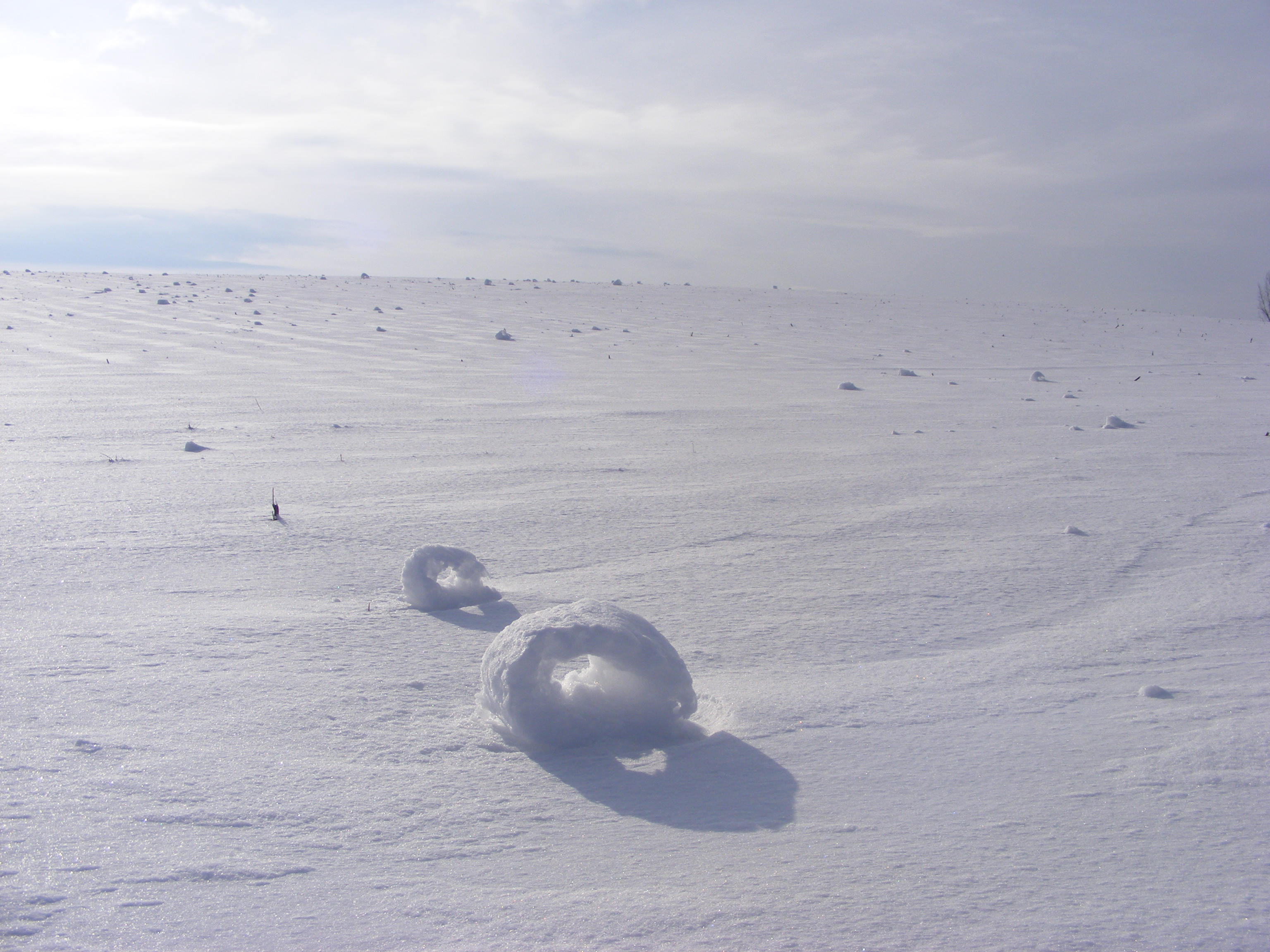

|  |